# Gare de Saint-Laurent-du-Var
Gare de Saint-Laurent-du-Var – stacja kolejowa w Saint-Laurent-du-Var, w departamencie Alpy Nadmorskie, w regionie Prowansja-Alpy-Lazurowe Wybrzeże, we Francji.
Jest stacją Société nationale des chemins de fer français (SNCF), obsługiwaną przez pociągi TER Provence-Alpes-Côte d’Azur.